# Abeurador (Tivissa)
L'Abeurador és una obra de Tivissa (Ribera d'Ebre) inclosa a l'Inventari del Patrimoni Arquitectònic de Catalunya.

## Descripció
En una casa de la pujada de l'Empedrat hi ha adossat un abeurador que s'allarga a tota la façana. Està format per dues grans piques de pedra rectangulars, que comuniquen entre sí. L'aigua brolla de tres tubs metàl·lics adossats a una paret baixa, sobre una de les piques. A l'altra, hi ha brolladors tallats en pedra, dels quals no en surt aigua.